# Dieter See
Dieter See (* 21. Dezember 1939) ist ein ehemaliger deutscher Fußballspieler. In den 1960er und 1970er Jahren spielte er für verschiedene Sportgemeinschaften im mecklenburgischen Schwerin. 

## Sportliche Laufbahn
Im DDR-weiten Fußball tauchte Dieter See erstmals im Alter von 22 Jahren als Stürmer des SC Traktor Schwerin in der drittklassigen II. DDR-Liga auf. Als 1963 die II. DDR-Liga eingestellt wurde, setzte See seine Laufbahn mit dem SC Traktor in der nun drittklassigen Bezirksliga Schwerin fort. Im Laufe der Saison 1963/64 wechselte See zum Lokalrivalen und DDR-Ligisten SG Dynamo Schwerin.
Nachdem er 1964 bei der Volkspolizei-Sportgemeinschaft vier Ligaspiele absolviert und zwei Tore erzielt hatte, wurde See in der folgenden Spielzeit Stammspieler und blieb dies über neun Spielzeiten. 1966/67 schloss er sich für eine Spielzeit dem Bezirksligisten Motor Schwerin an. Er verhalf der Mannschaft zur Bezirksmeisterschaft, die in den Aufstiegsspielen zur DDR-Liga als Fünfter unter fünf Teams jedoch scheiterte. See kehrte daraufhin zur SG Dynamo zurück, bei der er 1967/68 alle 30 DDR-Liga-Spiele bestritt und mit 13 Treffern nach 1965 zum zweiten Mal zweitbester Torschütze wurde. Anschließend eroberte er sich bis 1972 viermal hintereinander die Torjägerkrone der Dynamos, 1969 bis 1971 jeweils mit 14 Treffern, 1972 kam er auf zwölf Tore. 1974 reichten ihm neun Tore, um zum fünften Mal bester Dynamo-Schütze zu werden. Die nachfolgende Spielzeit 1974/75 wurde Sees letzte Saison in der DDR-Liga, er wurde in den 22 Ligaspielen nur noch in vier Begegnungen eingesetzt und erzielte erstmals in seiner DDR-Liga-Zeit kein Tor. So war er nur marginal am DDR-Liga-Staffelsieg der SG Dynamo beteiligt. Er wurde aber rechtzeitig noch für die Aufstiegsspiele zur DDR-Oberliga fit und konnte in sechs der acht Begegnungen eingesetzt werden. See kam jedoch zu keinem Torerfolg, und die Mannschaft verpasste als Fünfter unter fünf Mannschaften den Aufstieg. Durch Verletzungen gehandicapt musste See anschließend seine Laufbahn im höherklassigen Fußball beenden, nachdem er innerhalb von zehn Spielzeiten 233 DDR-Liga-Spiele bestritten und dabei 100 Tore erzielt hatte. Bis 1978 spielte er mit der 2. Mannschaft der SG Dynamo noch in der Bezirksliga.